# George Hetzel
George Hetzel (Hangviller, Francia 18 de enero de 1826  – Pittsburgh, Estados Unidos 4 de julio de 1899) fue un artista considerado como el fundador de la tradición Scalp Level de pintura, (centrada en la pintura de paisajes) y contemporáneo a la francesa Escuela de Barbizon de estilo naturalista. Estudió en la Escuela pictórica de Düsseldorf.

## Vida y obra
Nació en Alsacia (Francia) el 17 de enero de 1826, a pesar de que en Alsacia se usaban el francés y el alemán como idiomas locales, la familia de Hetzel hablaba principalmente alemán. Emigraron a los Estados Unidos cuando Hetzel tenía apenas 2 años, partiendo desde el puerto de Baltimore a una pequeña granja en Allegheny (Pensilvania), cerca de Pittsburgh. Hetzel asistió a un colegio en Allegheny y trabajando como aprendiz en una casa de pintura. Después de cuatro años de aprendizaje, fue aprendiz de un artesano, pintando los murales interiores de las estancias públicas de un riverboat y salones en Pittsburgh.
George fue enviado a la Academia de Bellas Artes de Düsseldorf entre 1847 y 1849, en donde estudió el claroscuro de Da Vinci con el uso uso de la luz y las sombras para realzar la profundidad y el drama, que llegó a ser una seña de identidad en sus posteriores trabajos.
Se cree que Hetzel se introdujo por primera vez al entorno bucólico de Scalp Level (en la intersección de Paint Creek y Little Paint Creek a las afueras de Johnstown) en torno a 1866 durante un viaje de pesca. Fue instructor en la Pittsburgh School of Design for Women. Hetzel estaba tan inspirado, por la belleza de los árboles y arroyos, que convenció a algunos compañeros artistas y estudiantes a viajar con él en el verano para pintar escenas de la naturaleza de Scalp Level, trabajando au plein air. Esta costumbre se mantuvo durante 40 años entre los artistas contemporáneos y posteriores a Hetzel.
Hetzel exhibió su arte en la Academia Nacional de Dibujo de Estados Unidos en Nueva York entre 1865 y 1882 y en la Pennsylvania Academy of the Fine Arts hasta 1891. Fue incluido en  1876 en la Exposición del Centenario en Filadelfia y mostrado en el primer Carnegie International en 1896.  También mostró sus obras en la Exposición Mundial Colombina de Chicago en 1893.  La galería J. J. Gillespie vendió sus trabajos y George estableció un estudio independiente.  Su carrera se asentó antes de los trabajos de Scalp Level, pero actualmente son los considerados como más importantes.

## Artistas relacionados
Otros artistas relacionados incluyen a A. F. King, Clarence Johns, E. A. Pool, Charles Linford, Fred Bussman, A. S. Wall, Joseph R. Woodwell, Bryan Wall, George Lang, C. C. Millor, John Wesley Beatty, Horation Stevenson, John A. Hermann Jr., Jeannette Frances Agnew, Anna W. Henderson, Rachael Henderson, Carrie S. Holmes, Annie Christina, Olive Turney, Bessie Wall, Agnes C. Way.

## Ejemplos de sus trabajos

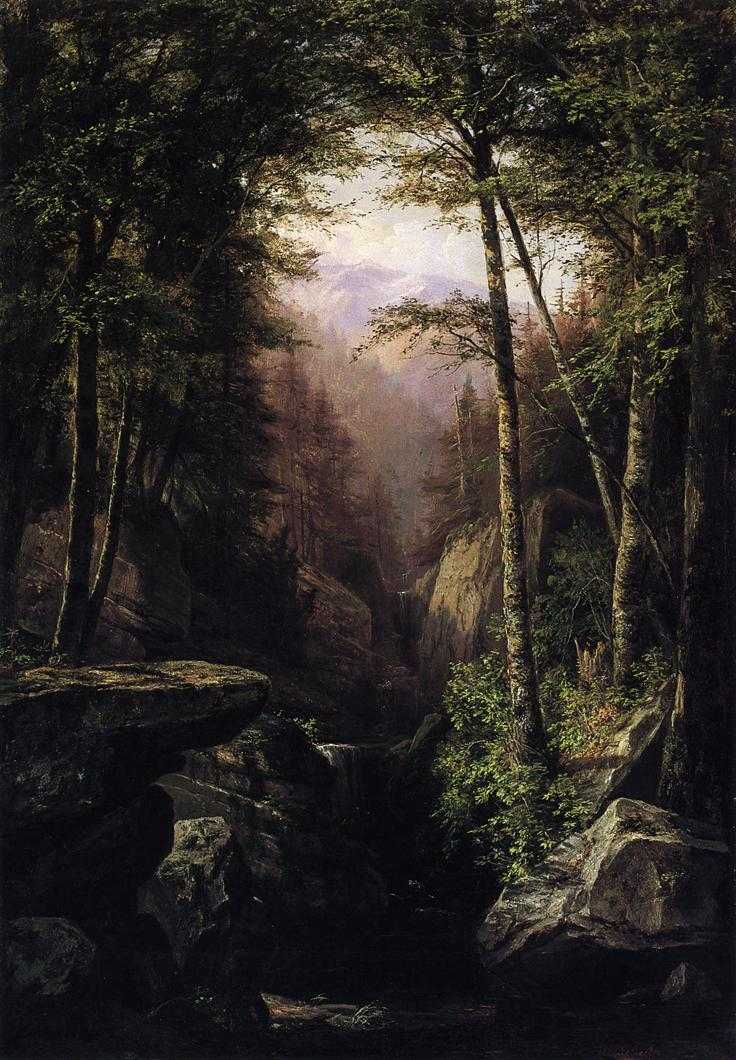
Rocky Gorge (1869)
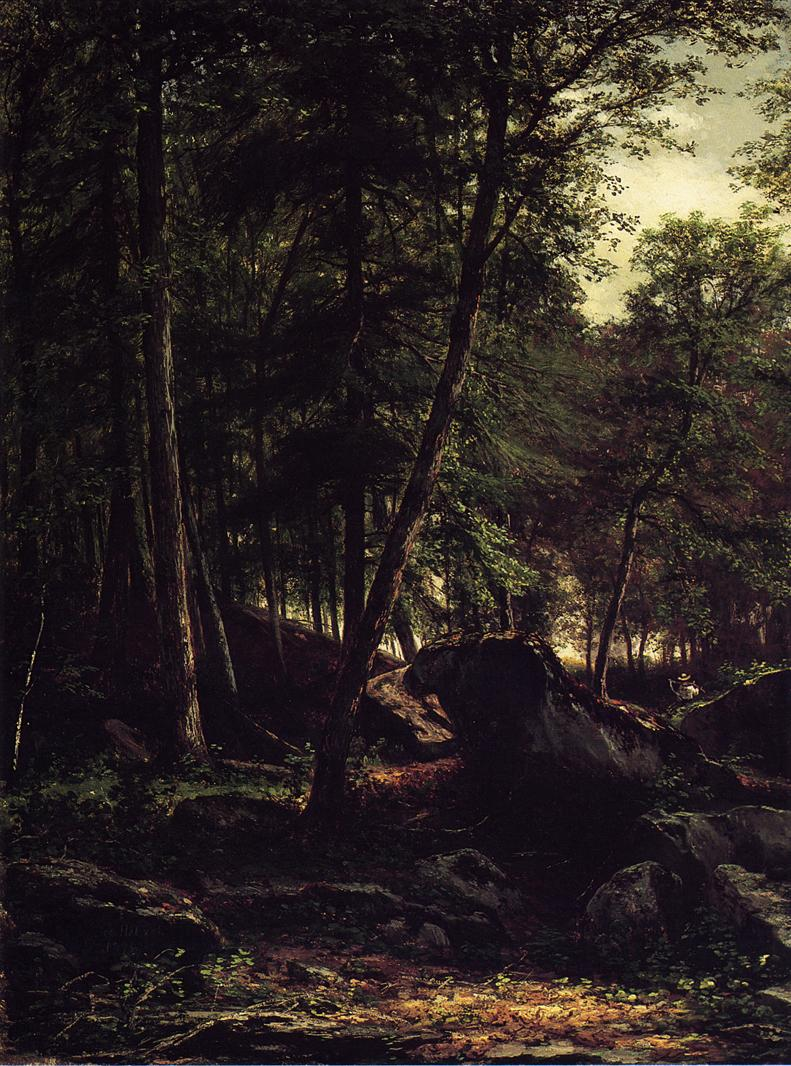
Appalachian Landscape with Figure Carrying a Syche (1875)
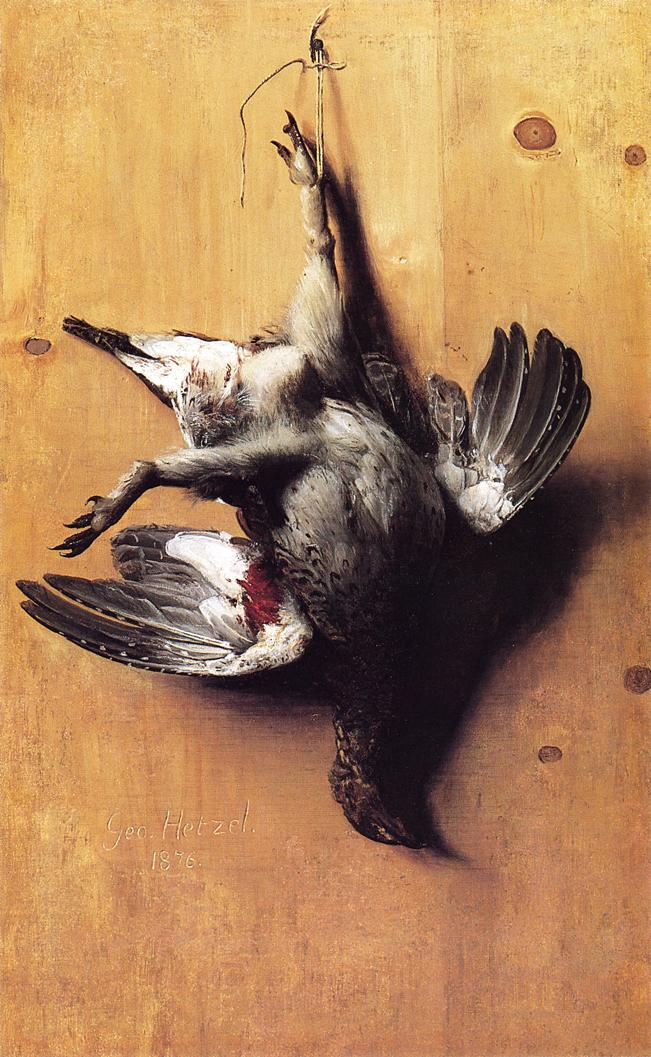
A Fowl Hanging on a Door (1876)
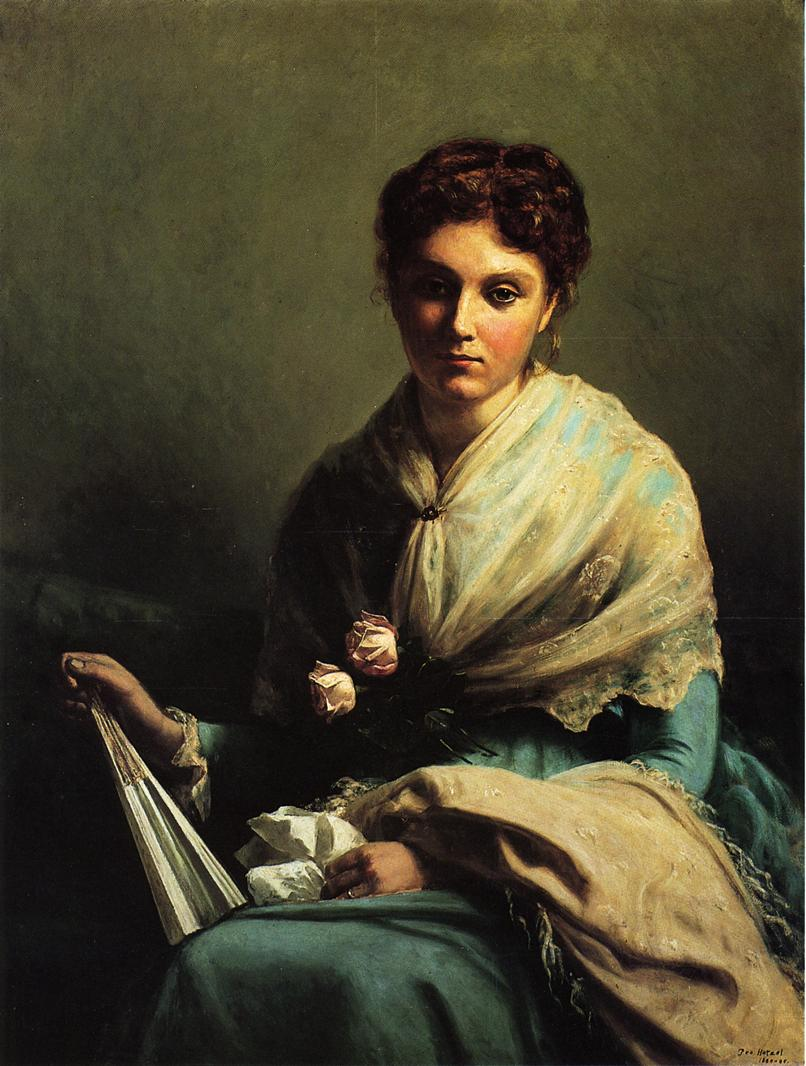
Portrait of Miss Helen Leslie Myers (Mrs. William Allen) (1884—85)